# Caproni Ca.314
Капроні Ca.314 (італ. Caproni Ca.314) — італійський двомоторний легкий бомбардувальник, торпедоносець і штурмовик на базі розвідника Caproni Ca.311.

## Основні модифікації
- Ca.314 — оснащувався двигунами Isotta Fraschini Delta RC35/RC40 потужністю 730 к.с. Курсове озброєння складалось з двох 12,7 мм кулеметів в крилах, а захисне з 12,7 мм кулемета в верхній турелі і одного 7,7 мм кулемета один в нижньому вікні. Виготовлявся в декількох варіантах:
  - Ca.314A (деколи Ca.314SC) — ескортний літак для супроводу морських конвоїв (73 екз.)
  - Ca.314B (деколи Ca.314RA) — торпедоносна модифікація. Міг переносити 900 кг торпеду. (80 екз.)
  - Ca.314C — штурмова модифікація з збільшеною масою бомбового навантаження — 1280 кг. Також додано ще два курсові 12,7 мм кулемети, і 7,7 мм кулемет в нижній точці замінений на 12,7 мм. (254 екз.)

## Тактико-технічні характеристики

### Технічні характеристики
- Довжина: 11,8 м
- Висота: 3,7 м
- Розмах крила: 16,65 м
- Площа крила: 39,2 м ²
- Маса порожнього: 4615 кг
- Максимальна злітна маса: 6618 кг
- Двигун: 2 × Isotta Fraschini Delta RC35
- Потужність: 2 × 730 к. с.

### Льотні характеристики
- Максимальна швидкість: 395 км/год
- Практична дальність: 1690 км
- Практична стеля: 6500 м

## Історія використання

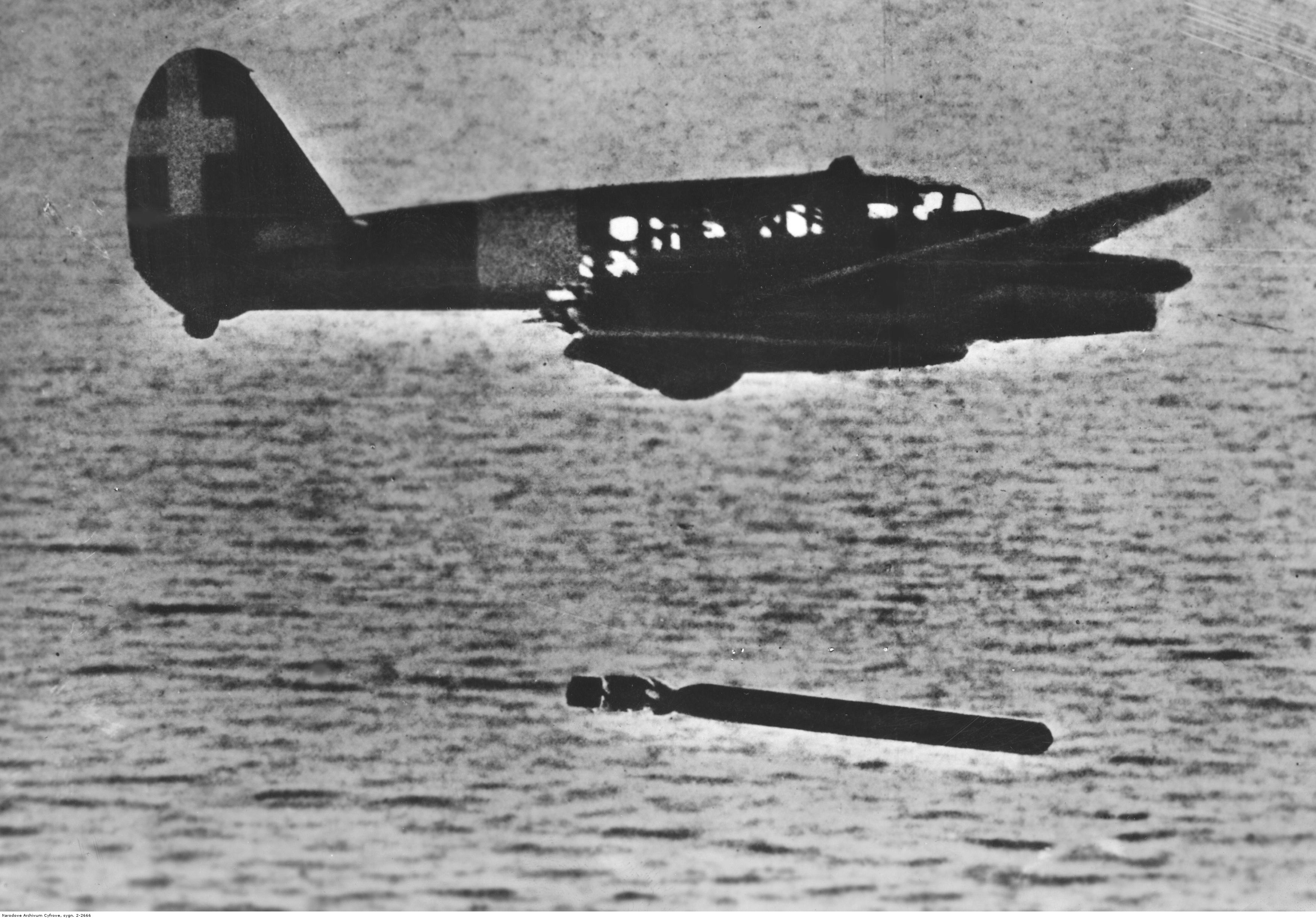
Ca.314 скидає торпеду

Перші Ca.314 надійшли до 13-го штурмового стормо в травні 1942 року, і з серпня вони почали залучатись до супроводу конвоїв. В Північній Африці встигла повоювати тільки 64-та група взаємодії з армією, яка була перекинута в Триполі в листопаді. Торпедоносні варіанти Ca.314 теж здебільшого залучались до захисту конвоїв.
На момент капітуляції Італії більшість Ca.314 розташовувались на півночі і були захоплені німецькими військами. Під контролем нового уряду залишилась тільки 103-я ескадрилья, яка почала виконувати розвідувальні і транспортні місії для союзників. Захоплені Німеччиною Ca.314 використовувались здебільшого для навчальних і транспортних цілей, але декілька Ca.314 було передано сформованій в жовтні 1943 року нічній штурмовій групі NSGr 9. Ці літаки використовувались до середини 1944 року.